# Lillian Lee
Lillian Lee (fl. XIX-XX secolo) è stata un'attrice statunitense che iniziò la sua carriera teatrale a New York nel 1880.
Nel 1907, fece parte del cast che inaugurò, con Ziegfeld Follies of 1907, le spettacolari riviste annuali di Florenz Ziegfeld.

## Spettacoli teatrali
- Lover's Lane (Broadway, 6 febbraio 1901)
- Mrs. Wiggs of the Cabbage Patch (Broadway, 3 settembre 1904)
- Dream City (Broadway, 24 dicembre 1906)
- Ziegfeld Follies of 1907 (Broadway, 8 luglio 1907)
- Ziegfeld Follies of 1908 (Broadway, 15 giugno 1908)
- The Midnight Sons (Broadway, 22 maggio 1909)
- The Lady from Lobster Square (Broadway, 4 aprile 1910)
- The Hen-Pecks (Broadway, 4 febbraio 1911)
- The Wife Hunters (Broadway, 2 novembre 1911)
- The Lady of the Slipper (Broadway, 28 ottobre 1912)
- Fifty-Fifty, Ltd.  (Broadway, 27 ottobre 1919)
- Irene (Broadway, 18 novembre 1919)
- Cinders (Broadway, 28 aprile 1923)

## Filmografia
- Sweet and Low, regia di Sydney Ayres - cortometraggio (1914)
- No Mother to Guide Her, regia di Charles Horan (1923)